# Війська Цивільної оборони України
Війська Цивільної оборони України — це спеціалізовані військові формування, які підпорядковувалися Міністерству України з питань надзвичайних ситуацій та у справах захисту населення від наслідків Чорнобильскої катастрофи. Діяли у 1991—2005 роках.
Були призначені для захисту населення і територій у разі виникнення надзвичайних ситуацій, спричинених аварією, катастрофою, стихійним лихом, епідемією, епізоотією, епіфітотією, великою пожежею, застосуванням засобів ураження, що призвели або можуть призвести до людських і матеріальних втрат, ліквідації їх наслідків та виконання інших передбачених законом завдань.
Законом України затверджено загальну чисельність військ Цивільної оборони у кількості 10 218 осіб, у тому числі 9550 військовослужбовців.
Правонаступником військ Цивільної оборони стала Оперативно-рятувальна служба цивільного захисту МНС України, що утворилась шляхом злиття Військ Цивільної оборони з Державною пожежною охороною.

## Організація і призначення
Підпорядковувалися керівнику центрального органу виконавчої влади з питань надзвичайних ситуацій та у справах захисту населення від наслідків Чорнобильської катастрофи і призначені для захисту населення і територій у разі виникнення надзвичайних ситуацій, спричинених аварією, катастрофою, стихійним лихом, епідемією, епізоотією, епіфітотією, великою пожежею, застосуванням засобів ураження, що призвели або можуть призвести до людських і матеріальних втрат, ліквідації їх наслідків та виконання інших передбачених законом завдань.
Була затверджена така загальна структура військ Цивільної оборони:
- Головне управління сил Цивільної оборони;
- сили оперативного реагування — окремі бригади, полки, батальйони, аварійно-рятувальні загони, вузли зв'язку;
- сили забезпечення.

Основними завданнями військ Цивільної оборони України є:
- здійснення заходів щодо підтримання органів управління, сил і засобів військ Цивільної оборони України в стані постійної готовності до виконання поставлених завдань;
- нагромадження, розміщення, зберігання та своєчасне відновлення озброєння, військової та спеціальної техніки, інших матеріально-технічних засобів, призначених для проведення аварійно-рятувальних робіт у мирний та воєнний час;
- проведення рятувальних та інших невідкладних робіт у зонах надзвичайної екологічної ситуації, осередках ураження та районах стихійного лиха;
- проведення піротехнічних робіт, пов'язаних із знешкодженням вибухонебезпечних предметів;
- сприяння Збройним Силам України в обороні України, захисті її суверенітету, територіальної цілісності і недоторканності.

## Структура

### 1990-ті
Управління командування (Київ)
Бригади:
- 148 окрема мобільна механізована бригада (в/ч Д0040, м. Київ)
- 155 окрема мобільна механізована бригада (в/ч Д0090, м. Дрогобич, Львівська обл.)
- 186 окрема мобільна механізована бригада (в/ч Д0065, м. Донецьк)
- 238 окрема учбова бригада (в/ч Д0050, м. Мерефа-3, Харківська обл.)

Полки:
- 262 окремий мобільний механізований полк (в/ч Д0100, с. Знамянка, Одеська обл.)
- 264 окремий мобільний механізований полк (в/ч Д0130, м. Мелітополь, Запорізька обл.)
- 439 окремий мобільний механізований полк (в/ч Д0140, м. Верхівцеве, Дніпропетровська обл.)
- 473 окремий мобільний механізований полк (в/ч Д0150, с. Лоскутівка, Луганська обл.)
- 290 об'єднаний загін оперативного реагування (в/ч Д0070, м. Кропивницкий)

Батальйони:
- 76 окремий аварійно-рятувальний батальйон (в/ч Д0060, м. Ромни, Сумська обл.)
- 215 окремий аварійно-рятувальний батальйон (в/ч Д0055, м. Вінниця)
- 319 окремий аварійно-рятувальний батальйон (в/ч Д0990, с. Мазанка, АР Крим)
- 123 окремий аварійно-рятувальний батальйон (в/ч Д0080, м. Рівне)
- 245 окремий аварійно-рятувальний батальйон (в/ч Д0160, м. Хмельницький)

Інші частини та підрозділи:
- військова комендатура (в/ч Д1001, м. Київ)
- 300 спеціальний авіаційний загін (в/ч Д0170, м. Ніжин) — організаційно в склад Військ Цивільної оборони не входив
- 823 регіональний рятувальний координаційний центр (в/ч Д0120, м. Керч, АР Крим)
- 692 окремий вузол зв'язку (в/ч Д3728)
- 301 вузол зв'язку

### 2000-ні
Управління командування (Київ)
Частини полкового типу
- 10 окремий аварійно-рятувальний загін оперативного реагування (в/ч Д0040, м. Київ)
- 11 окремий аварійно-рятувальний загін оперативного реагування (в/ч Д0065, м. Донецьк)
- 12 окремий аварійно-рятувальний загін оперативного реагування (в/ч Д0090, м. Дрогобич, Львівська обл.)
- 13 окремий аварійно-рятувальний загін оперативного реагування (в/ч Д0070, м. Кропивницкий)
- 14 окремий аварійно-рятувальний загін оперативного реагування (в/ч Д0100, с. Знамянка, Одеська обл.)
- 15 окремий аварійно-рятувальний загін оперативного реагування (в/ч Д0130, м. Мелітополь, Запорізька обл.)
- 16 окремий аварійно-рятувальний загін оперативного реагування (в/ч Д0140, м. Верхівцеве, Дніпропетровська обл.)
- 17 окремий аварійно-рятувальний загін оперативного реагування (в/ч Д0150, с. Лоскутівка, Луганська обл.)

Частини батальйонного типу:
- 20 окремий аварійно-рятувальний загін (в/ч Д0055, м. Вінниця)
- 21 окремий аварійно-рятувальний загін (в/ч Д0060, м. Ромни, Сумська обл.)
- 22 окремий аварійно-рятувальний загін (в/ч Д0080, м. Рівне)
- 23 окремий аварійно-рятувальний загін (в/ч Д0990, с. Мазанка, АР Крим)
- 24 окремий аварійно-рятувальний загін (в/ч Д0160, м. Хмельницький)
- 25 окремий аварійно-рятувальний загін (в/ч Д0180, м. Ужгород)
- 26 окремий аварійно-рятувальний загін (в/ч Д0190, м. Чернівці)

Спеціальні частини:
- 1 навчальний центр Цивільної оборони (в/ч Д0050, м. Мерефа-3, Харківська обл.)
- 300 спеціальний авіаційний загін (в/ч Д0170, м. Ніжин) - організаційно в склад Військ Цивільної оборони не входив
- 295 окремий аварійно-рятувальний загін (в/ч Д0120, м. Керч, АР Крим)

Частини забезпечення:
- 1 загін забезпечення (в/ч Д1001, м. Київ)
- 2 загін забезпечення аварійно-рятувальних робіт (в/ч Д1002, м. Ананьїв-4, Одеська обл.)
- 692 окремий вузол зв'язку (в/ч Д3728)

Підрозділи забезпечення:
- 301 вузол зв'язку (Київ)
- 501 центральна лабораторія вимірювальної техніки (Київ)
- хіміко-радіометричні лабораторії (Харків (517 ХРЛ), Донецьк, Сімферопіль, Одеса, Львів)
- мобілізаційні групи (20 груп)
- матеріально-технічні склади (20 складів)
- відділення воєнізованої охорони (18 відділень)
- відокремлені відділи схову (3 відділа)
- центральна аптека (Київ)
- окремий показовий оркестр (Київ)

Військово-навчальні заклади:
- Спеціальний факультет (МНС України) ВІІ КПДАТА (Кам'янець-Подільський)
- Військова кафедра при КНУБА (Київ)
- Військова кафедра при СІЯЕІП (Севастополь)
- курси Цивільної оборони (26 курсів)